# 수린주
수린주(태국어: สุรินทร์)는 태국 북동부에 있는 주(창왓)의 하나이다. 이웃한 주는 서쪽부터 시계 방향으로 부리람 주, 마하사라캄 주, 로이엣 주, 시사껫 주가 있다. 남쪽은 캄보디아의 오다르메안체이 주와 접한다.

## 어원
첫 글자 수는 산스크리트어로 '신'을 의미하는 수라(सुर)에서, 인따는 인도의 신 인드라(इन्द्र)에서 기원한 것이다. 그래서 주의 이름은 '인드라 신'을 의미한다.

## 지리
주의 북쪽은 메콩강의 지류인 문강의 계곡이다. 주의 남쪽에는 동렉 산맥이 있어 캄보디아와의 국경을 형성한다.

## 역사
수린은 원래 고대 크메르 제국의 중요한 일부였다. 사원 유적과 상당한 수의 크메르족이 수린의 일부에 남아있다. 1763년에 마을은 현재의 수린 시의 위치로 옮겨졌고 무앙쁘라타이사만이라는 이름의 도시로 승격되었다. 이 무렵에 지역 주민 치앙뿜은 차오파야차끄리(훗날의 라마 1세)에게 희귀한 하얀 코끼리를 선물하였다. 이에 대한 보답으로 치앙품은 루앙수린파끄디라는 이름을 하사받았고 마을의 수장으로 임명되었다. 라마 1세가 태국의 왕이 되었을 때 루앙수린파끄디는 주의 통치자로 임명되었다. 1786년에 도시의 이름은 통치자를 기념해 수린으로 개칭되었다.

## 인구
태국의 2000년 인구 조사에서 주의 인구의 99.5%는 타이족이라고 보고되고 있다. 인구의 29.3%가 0~14세이고 60.9%가 15~59세, 9.8%가 60세 이상이다. 인구의 47.2%가 크메르어를 사용할 수 있다고 보고되고 있다. 이것은 10년 전의 1990년의 인구 조사 때의 63.4%에 비하면 감소한 것이다.

## 행정 구역
주에는 17개의 암프(군)와 더 세부 행정구역인 158개의 땀본 그리고 2011개의 무반 (행정 구역)이 있다.
| 1. 므앙수린군 2. 춤폰부리군 3. 타뚬군 4. 촘프라군 5. 쁘라삿군 6. 깝층군 7. 라따나부리군 8. 사놈군 9. 시코라품군 | 1. 상카군 2. 람두안군 3. 삼롱탑군 4. 부아쳇군 5. 파놈동락군 6. 시나롱군 7. 콰오시나린군 8. 논나라이군 |